# تهوانتپک
سانتو دومینگو تیوانْتِپِک (به اسپانیایی: Santo Domingo Tehuantepec) شهری در مکزیک است که در اوآخاکا واقع شده‌است.
تیوانتپک ۹۶۵٫۸ کیلومترمربع مساحت و ۵۷٬۱۶۳ نفر جمعیت دارد و ۵۵ متر بالاتر از سطح دریا واقع شده‌است.
این شهر همچنان مرکز فرهنگ زاپوتک است. نقاش مکزیکی معروف، فریدا کالو در آثارش به نمادهای این شهر و فرهنگ بسیار اشاره کرده است.